# Él, el boto
Él, el boto (en portugués Ele, o boto) es una película brasileña de 1987, de los géneros fantasía y romance dirigida por Walter Lima Jr., que trata sobre la leyenda Amazónica del boto, quien convertido en hombre, presuntamente seduce y embaraza mujeres. 
El guion se basa en la historia de Lima Barreto y Vanja Orico, adaptado por Tairone Feitosa, Walter Lima Jr. y Affonso Romano de Sant 'Anna. El director de fotografía es Pedro Farkas y la banda sonora de Wagner Tiso. 

## Sinopsis
Según la leyenda amazónica en noche de luna llena, el boto (un tipo de delfín) sale a la tierra y se convierte en humano, para seducir a las mujeres y ser odiado por los hombres. Una de sus conquistas fue la hija de un pescador, quien tiene un hijo con el boto. Constantemente reaparece para seducirla e incluso cuando se casa, sigue buscándola. Esto provoca la ira de su marido, que quiere matarlo.

## Ficha técnica
|                     | Datos                                                   |
| ------------------- | ------------------------------------------------------- |
| Estudio             | LC Barreto                                              |
| Distribución        | Embrafilme                                              |
| Productor           | Lucy Barreto, Luiz Carlos Barreto e Flávio R. Tambelini |
| Director de arte    | Pablo Flaksman                                          |
| Diseño de vestuario | Sergio Silveira                                         |
| Edición             | Mair Tavares                                            |

## Reparto
| Actor                   | Personaje |
| ----------------------- | --------- |
| Carlos Alberto Riccelli | El boto   |
| Cássia Kiss             | Tereza    |
| Ney Latorraca           | Rufino    |
| Dira Paes               | Corina    |
| Paulo Vinicius          | Luciano   |
| Ruy Polanah             | Ze Amaro  |
| Maria Sílvia            | Tía       |
| Rolando Boldrin         | Narrador  |
| Marcos Palmeira         |           |
| Tonico Pereira          |           |
| Vanja Orico             |           |